# Operacja nowonikołajewska
Operacja nowonikołajewska – działania bojowe 3 i 5 Armii Czerwonej przeciwko białej Armii Rosyjskiej adm. Aleksandra Kołczaka między 20 listopada a 16 grudnia 1919 r.

## Tło wydarzeń i plany stron
14 listopada 1919 r. Armia Czerwona wkroczyła do Omska - miasta, które było siedzibą białego rządu adm. Aleksandra Kołczaka. Sam Kołczak zdołał ewakuować się poprzedniej nocy w kierunku Irkucka. Był przekonany, że mimo serii klęsk poniesiony przez jego wojska od wiosny tego samego roku i mimo upadku dyscypliny wśród żołnierzy ruch białych na Syberii może jeszcze się przegrupować i odbudować. Na rozkaz Kołczaka biała 1 Armia udała się w kierunku Tomska, zaś 2 i 3 Armia, pod ogólnym dowództwem gen. Konstantina Sacharowa, a od 12 grudnia gen. Władimira Kappela, wycofały się koleją do Nowonikołajewska, pozostając w kontakcie z Kołczakiem. Łącznie pod komendą Sacharowa, a następnie Kappela było 18 tys. żołnierzy, 250 karabinów maszynowych, 105 dział i 2 pociągi pancerne. Ostatnia grupa białych wojsk w sile 4,5 tys. żołnierzy, 15 dział i 100 karabinów maszynowych skierowała się na południowy wschód, licząc na połączenie się z grupą atamana Dutowa. Kołczak miał nadzieję skutecznie bronić się na linii Obu i zyskać czas na odbudowę swojej armii. Jednak niemal natychmiast po wyjeździe z Omska przekonał się, że plany te były praktycznie nierealne: jeszcze 13 listopada Legion Czechosłowacki ogłosił w Irkucku, że przestaje wspierać białych, natomiast 18 listopada eserowscy powstańcy odebrali białym kontrolę nad Władywostokiem.
Dowodzący Frontem Wschodnim Armii Czerwonej Władimir Olderogge zamierzał rozbić wojska białych, zanim zdążą umocnić się na linii Obu. Szybkim marszem 3 i 5 Armii zamierzał osiągnąć linię Barnauł-Nowonikołajewsk-Koływań. 5 Armia pod dowództwem Gienricha Eiche, złożona z 26, 27 i 35 dywizji strzeleckich, liczyła 21,5 tys. żołnierzy, 383 karabiny maszynowe, 77 dział i 3 pociągi pancerne. 3 Armia dowodzona przez Michaiła Matijasiewicza składała się z 20, 51 i 62 dywizji strzeleckich, łącznie liczyła 17,3 tys. żołnierzy, 289 karabinów maszynowych i 39 dział.

## Przebieg operacji
5 Armia przemieszczała się wzdłuż syberyjskiej magistrali kolejowej, natomiast 3 Armia - traktem syberyjskim. W ciągu sześciu dni operacji obie pokonały dystans 120-160 km, docierając do stanicy Tatarskiej, gdzie 3 Armię przeniesiono do rezerwy, przydzielając zarazem 20 i 51 dywizję strzelecką do 5 Armii. 3 Armię przemianowano na "armię pracy" i skierowano do odbudowy zniszczonego podczas działań wojennych przemysłu na Uralu. 5 Armia kontynuowała natomiast pościg za białymi, z 27 dywizją strzelecką poruszającą się w awangardzie wzdłuż magistrali kolejowej. 30 dywizja strzelecka kierowała się na Koływań, zaś 35 dywizja strzelecka - w kierunku stanic Czeriepanowe i Miedwiedowskoje. 26 dywizja strzelecka dążyła natomiast do opanowania Barnaułu i Siemipałatyńska, wspierana przez syberyjskie oddziały czerwonych partyzantów.
11 grudnia 26 dywizja strzelecka oraz wspierający ją partyzanci opanowali Barnauł. Dwa dni później czerwoni przejęli kontrolę nad Bijskiem, zaś 14 grudnia 27 dywizja strzelecka wkroczyła do Nowonikołajewska, a 30 dywizja strzelecka - do Koływania. Białym udawało się w poprzednich dniach opóźniać marsz czerwonych na wschód, jednak już przejście do obrony na linii Obu i obrona Nowonikołajewska okazały się niemożliwe. Zgromadzeni w Nowonikołajewsku żołnierze armii Kołczaka byli całkowicie niezdyscyplinowani, wielu z nich, zmobilizowanych do wojsk białych syberyjskich chłopów, porzucało broń i dezerterowało. 
Podczas gdy zamożni mieszkańcy Nowonikołajewska w dniach poprzedzających wkroczenie Armii Czerwonej starali się uciec z majątkiem na wschód, miejscowi robotnicy z entuzjazmem przyjęli ofensywę i wkroczenie czerwonych. Z kolei miejscowa ludność chłopska oczekiwała tylko na zakończenie działań wojennych, obojętnie, kto miałby odnieść zwycięstwo. Według raportów własnych 27 dywizja, wkraczając do niebronionego Nowonikołajewska, wzięła do niewoli 31 tys. żołnierzy i 2 tys. oficerów, przejęła dwa pociągi pancerne, 200 dział i 190 wagonów z zaopatrzeniem. Nawet jeśli dane te są przesadzone, faktyczny rozkład sił białych na Syberii na tym etapie wojny domowej był faktem.
16 grudnia zrealizowane zostały ostatnie cele operacji: czerwoni opanowali stanice Miedwiedowskoje i Czeriepanowe oraz przejęli kontrolę nad linią kolejową Barnauł-Nowonikołajewsk. Sukces operacji nowonikołajewskiej umożliwił opanowanie niemal bez walki również Tomska (1 Armia na skutek fali dezercji faktycznie przestała istnieć), a następnie przeprowadzenie operacji krasnojarskiej.